# Tschandala
Tschandala, fullständigt namn Tschandala: berättelse från 1600-talet, är en historisk novell eller kortroman av August Strindberg, först utgiven i dansk översättning av Peter Nansen 1889, på svenska 1897 (återöversatt då originalmanuskriptet förkommit). 1904 infogades den i förlaget Ljus utgåva av Svenska öden och äventyr hft. 20-26. 
Det är en berättelse med nietzscheanska drag om en övermänniska och en undermänniska och handlar om den lärde magister Törner och "tattaren" Jensen som smider ränker mot honom. Ordet "tschandala" kommer från Nietzsches bok Antikrist och var en mycket låg kast i Indien, med en annan stavning "chandala".
Strindberg inspirerades till berättelsen då han med sin familj hyrde lägenhet på 1700-talsslottet Skovlyst i Holte i Danmark maj-september 1888. Där råkade han i konflikt med egendomens förvaltare Ludvig Hansen. Hansen offentliggjorde att Strindberg hade haft samlag med hans halvsyster, den då 16-åriga Martha Magdalene Hansen. Strindberg i sin tur anmälde förvaltaren för stöld, men reste ur landet när han kallades till rättegång. Åtalet lades ner.